# Prezydenci miast w Polsce (kadencja 2018–2024)
Prezydenci miast w Polsce VIII kadencji – prezydenci 107 miast w Polsce.
107 spośród nich zostało wybranych w wyborach samorządowych w 2018 na kadencję przypadającą wówczas na lata 2018–2023. Pierwsza tura głosowania odbyła się 21 października 2018, druga (przeprowadzana, jeżeli w pierwszej turze żaden z kandydatów nie uzyskał ponad 50% ważnie oddanych głosów) miała miejsce 4 listopada 2018. Wybory przeprowadzono na podstawie przepisów Kodeksu wyborczego (2011). Na mocy ustawy z 29 września 2022 kadencję wydłużono do 30 kwietnia 2024.

## Lista prezydentów
Pogrubieniem wyróżniono imiona i nazwiska prezydentów wyłonionych w I turze wyborów.
W kolumnie % w I turze gwiazdką (*) oznaczono kandydatów, którzy zajęli II miejsce w I turze.
| Lp.  | Miasto                  | Województwo         | Prezydent | Prezydent                     | Data urodzenia            | Komitet wyborczy                                                                          | Kadencja | % w I turze | % w II turze |
| ---- | ----------------------- | ------------------- | --------- | ----------------------------- | ------------------------- | ----------------------------------------------------------------------------------------- | -------- | ----------- | ------------ |
| 1.   | Bełchatów               | łódzkie             |           | Mariola Czechowska            | 17 stycznia 1971(dts)     | KWW Marioli Czechowskiej (członek PiS)                                                    | 2        | 18,94*      | 51,80        |
| 2.   | Będzin                  | śląskie             |           | Łukasz Komoniewski            | 25 września 1980(dts)     | KWW Łukasza Komoniewskiego (członek SLD)                                                  | 3        | 65,16       | —            |
| 3.   | Biała Podlaska          | lubelskie           |           | Michał Litwiniuk              | 17 września 1977(dts)     | Platforma.Nowoczesna Koalicja Obywatelska (członek PO)                                    | 1        | 32,45*      | 53,11        |
| 4.   | Białystok               | podlaskie           |           | Tadeusz Truskolaski           | 10 kwietnia 1958(dts)     | Platforma.Nowoczesna Koalicja Obywatelska                                                 | 4        | 56,21       | —            |
| 5.   | Bielsko-Biała           | śląskie             |           | Jarosław Klimaszewski         | 25 marca 1970(dts)        | Platforma.Nowoczesna Koalicja Obywatelska (członek PO)                                    | 1        | 39,87       | 55,50        |
| 6.   | Bolesławiec             | dolnośląskie        |           | Piotr Roman                   | 5 października 1962(dts)  | KWW Piotra Romana Bezpartyjni                                                             | 5        | 60,37       | —            |
| 7.   | Bydgoszcz               | kujawsko-pomorskie  |           | Rafał Bruski                  | 1 lipca 1962(dts)         | Platforma.Nowoczesna Koalicja Obywatelska (członek PO)                                    | 3        | 54,64       | —            |
| 8.   | Bytom                   | śląskie             |           | Mariusz Wołosz                | 13 stycznia 1977(dts)     | Platforma.Nowoczesna Koalicja Obywatelska                                                 | 1        | 30,27       | 53,54        |
| 9.   | Chełm                   | lubelskie           |           | Jakub Banaszek                | 24 czerwca 1991(dts)      | Prawo i Sprawiedliwość (członek OdNowa Rzeczypospolitej Polskiej)                         | 1        | 36,73*      | 50,89        |
| 10.  | Chorzów                 | śląskie             |           | Andrzej Kotala                | 9 listopada 1962(dts)     | Platforma.Nowoczesna Koalicja Obywatelska (członek PO)                                    | 3        | 65,03       | —            |
| 11.  | Ciechanów               | mazowieckie         |           | Krzysztof Kosiński            | 17 lutego 1988(dts)       | Polskie Stronnictwo Ludowe                                                                | 2        | 83,59       | —            |
| 12.  | Częstochowa             | śląskie             |           | Krzysztof Matyjaszczyk        | 27 maja 1974(dts)         | Sojusz Lewicy Demokratycznej                                                              | 3        | 59,76       | —            |
| 13.  | Dąbrowa Górnicza        | śląskie             |           | Marcin Bazylak                | 14 września 1978(dts)     | Sojusz Lewicy Demokratycznej                                                              | 1        | 34,23       | 61,25        |
| 14.  | Elbląg                  | warmińsko-mazurskie |           | Witold Wróblewski             | 26 listopada 1959(dts)    | KWW Witolda Wróblewskiego (członek PSL)                                                   | 2        | 48,78       | 72,01        |
| 15.  | Ełk                     | warmińsko-mazurskie |           | Tomasz Andrukiewicz           | 6 lutego 1974(dts)        | KWW Dobro Wspólne                                                                         | 4        | 73,83       | —            |
| 16.  | Gdańsk                  | pomorskie           |           | Paweł Adamowicz               | 2 listopada 1965(dts)     | KWW Pawła Adamowicza Wszystko dla Gdańska                                                 | 6        | 36,97       | 64,80        |
| 16.  | Gdańsk                  | pomorskie           |           | Aleksandra Dulkiewicz         | 10 lipca 1979(dts)        | KWW Wszystko dla Gdańska Aleksandry Dulkiewicz                                            | 1        | 82,22       | —            |
| 17.  | Gdynia                  | pomorskie           |           | Wojciech Szczurek             | 1 grudnia 1963(dts)       | KWW Samorządność Komitet Wojciecha Szczurka                                               | 6        | 67,88       | —            |
| 18.  | Gliwice                 | śląskie             |           | Zygmunt Frankiewicz           | 19 czerwca 1955(dts)      | KWW Koalicja dla Gliwic Zygmunta Frankiewicza                                             | 8        | 72,35       | —            |
| 18.  | Gliwice                 | śląskie             |           | Adam Neumann                  | 18 maja 1959(dts)         | KWW Koalicja dla Gliwic Z. Frankiewicza                                                   | 1        | 51,18       | —            |
| 19.  | Głogów                  | dolnośląskie        |           | Rafael Rokaszewicz            | 30 listopada 1973(dts)    | KWW Rafaela Rokaszewicza (członek SLD)                                                    | 2        | 61,17       | —            |
| 20.  | Gniezno                 | wielkopolskie       |           | Tomasz Budasz                 | 17 lipca 1972(dts)        | KWW Tomasz Budasz – Koalicja Obywatelska                                                  | 2        | 79,30       | —            |
| 21.  | Gorzów Wielkopolski     | lubuskie            |           | Jacek Wójcicki                | 26 sierpnia 1981(dts)     | KWW Jacka Wójcickiego                                                                     | 2        | 65,21       | —            |
| 22.  | Grudziądz               | kujawsko-pomorskie  |           | Maciej Glamowski              | 11 sierpnia 1970(dts)     | KWW Sojusz Obywatelski Grudziądz Maciej Glamowski                                         | 1        | 46,40       | 60,16        |
| 23.  | Inowrocław              | kujawsko-pomorskie  |           | Ryszard Brejza                | 13 marca 1958(dts)        | KWW Porozumienie Ryszarda Brejzy (członek PO)                                             | 5        | 58,48       | —            |
| 24.  | Jastrzębie-Zdrój        | śląskie             |           | Anna Hetman                   | 24 lipca 1962(dts)        | KWW Koalicja Anny Hetman                                                                  | 2        | 50,71       | —            |
| 25.  | Jaworzno                | śląskie             |           | Paweł Silbert                 | 7 lutego 1962(dts)        | Jaworzno Moje Miasto                                                                      | 5        | 64,61       | —            |
| 26.  | Jelenia Góra            | dolnośląskie        |           | Jerzy Łużniak                 | 29 sierpnia 1955(dts)     | Platforma.Nowoczesna Koalicja Obywatelska (członek PO)                                    | 1        | 45,55       | 69,79        |
| 27.  | Kalisz                  | wielkopolskie       |           | Krystian Kinastowski          | 12 lipca 1979(dts)        | KWW Wszystko i Samorządny Zgodnie dla Kalisza                                             | 1        | 21,34       | 63,50        |
| 28.  | Katowice                | śląskie             |           | Marcin Krupa                  | 5 kwietnia 1976(dts)      | KWW Forum Samorządowe i Marcin Krupa                                                      | 2        | 55,41       | —            |
| 29.  | Kędzierzyn-Koźle        | opolskie            |           | Sabina Nowosielska            | 14 lutego 1962(dts)       | KWW Sabiny Nowosielskiej – Koalicja Obywatelska                                           | 2        | 53,58       | —            |
| 30.  | Kielce                  | świętokrzyskie      |           | Bogdan Wenta                  | 19 listopada 1961(dts)    | KWW Projekt Świętokrzyskie Bogdana Wenty                                                  | 1        | 37,62       | 61,25        |
| 31.  | Knurów                  | śląskie             |           | Adam Rams                     | 22 listopada 1956(dts)    | KWW Wspólnie dla Knurowa                                                                  | 5        | 64,20       | —            |
| 32.  | Kołobrzeg               | zachodniopomorskie  |           | Anna Mieczkowska              | 13 marca 1967(dts)        | KWW Anny Mieczkowskiej „Kołobrzescy Razem” (członek PO)                                   | 1        | 40,76       | 51,00        |
| 33.  | Konin                   | wielkopolskie       |           | Piotr Korytkowski             | 26 maja 1968(dts)         | Platforma.Nowoczesna Koalicja Obywatelska (członek PO)                                    | 1        | 24,53*      | 55,81        |
| 34.  | Koszalin                | zachodniopomorskie  |           | Piotr Jedliński               | 5 września 1966(dts)      | Platforma.Nowoczesna Koalicja Obywatelska                                                 | 3        | 58,81       | —            |
| 35.  | Kraków                  | małopolskie         |           | Jacek Majchrowski             | 13 stycznia 1947(dts)     | KWW Jacka Majchrowskiego - Obywatelski Kraków                                             | 5        | 45,84       | 61,94        |
| 36.  | Krosno                  | podkarpackie        |           | Piotr Przytocki               | 15 sierpnia 1957(dts)     | KWW Samorządne Krosno Piotra Przytockiego                                                 | 5        | 62,95       | —            |
| 37.  | Kutno                   | łódzkie             |           | Zbigniew Burzyński            | 1 lutego 1952(dts)        | KWW Zbigniewa Burzyńskiego                                                                | 6        | 65,58       | —            |
| 38.  | Legionowo               | mazowieckie         |           | Roman Smogorzewski            | 3 maja 1972(dts)          | Porozumienie Samorządowe (członek PO)                                                     | 6        | 56,77       | —            |
| 39.  | Legnica                 | dolnośląskie        |           | Tadeusz Krzakowski            | 25 stycznia 1957(dts)     | KWW Tadeusza Krzakowskiego (członek SLD)                                                  | 6        | 45,52       | 64,76        |
| 40.  | Leszno                  | wielkopolskie       |           | Łukasz Borowiak               | 11 kwietnia 1975(dts)     | KWW PL 18 Łukasza Borowiaka                                                               | 2        | 53,47       | —            |
| 41.  | Lubin                   | dolnośląskie        |           | Robert Raczyński              | 3 kwietnia 1962(dts)      | KWW Robert Raczyński Lubin 2006                                                           | 6        | 58,61       | —            |
| 42.  | Lublin                  | lubelskie           |           | Krzysztof Żuk                 | 21 stycznia 1957(dts)     | KWW Krzysztof Żuk (członek PO)                                                            | 3        | 62,32       | —            |
| 43.  | Łomża                   | podlaskie           |           | Mariusz Chrzanowski           | 25 września 1984(dts)     | KWW Mariusza Chrzanowskiego                                                               | 2        | 44,15       | 75,98        |
| 44.  | Łódź                    | łódzkie             |           | Hanna Zdanowska               | 23 marca 1959(dts)        | KWW Hanny Zdanowskiej (członek PO)                                                        | 3        | 70,22       | —            |
| 45.  | Mielec                  | podkarpackie        |           | Jacek Wiśniewski              | 4 sierpnia 1976(dts)      | Razem dla Ziemi Mieleckiej                                                                | 1        | 28,47*      | 54,82        |
| 46.  | Mysłowice               | śląskie             |           | Dariusz Wójtowicz             | 24 lipca 1972(dts)        | KWW Dariusz Wójtowicz                                                                     | 1        | 36,31       | 54,16        |
| 47.  | Nowa Sól                | lubuskie            |           | Wadim Tyszkiewicz             | 15 listopada 1958(dts)    | KWW Wadim Tyszkiewicz (członek .N)                                                        | 5        | 78,76       | —            |
| 47.  | Nowa Sól                | lubuskie            |           | Jacek Milewski                | 14 października 1965(dts) | KWW Wadim Tyszkiewicz                                                                     | 1        | 76,75       | —            |
| 48.  | Nowy Sącz               | małopolskie         |           | Ludomir Handzel               | 8 czerwca 1973(dts)       | KWW Koalicja Nowosądecka Ludomira Handzla                                                 | 1        | 25,78*      | 58,35        |
| 49.  | Olsztyn                 | warmińsko-mazurskie |           | Piotr Grzymowicz              | 11 stycznia 1954(dts)     | KWW Piotra Grzymowicza                                                                    | 4        | 33,78       | 54,47        |
| 50.  | Opole                   | opolskie            |           | Arkadiusz Wiśniewski          | 29 sierpnia 1978(dts)     | KWW Arkadiusza Wiśniewskiego                                                              | 2        | 70,35       | —            |
| 51.  | Ostrołęka               | mazowieckie         |           | Łukasz Kulik                  | 10 września 1980(dts)     | KWW Ostrołęka dla Wszystkich                                                              | 1        | 38,12       | 64,49        |
| 52.  | Ostrowiec Świętokrzyski | świętokrzyskie      |           | Jarosław Górczyński           | 9 lutego 1971(dts)        | KWW Jarosława Górczyńskiego                                                               | 2        | 70,39       | —            |
| 53.  | Ostrów Wielkopolski     | wielkopolskie       |           | Beata Klimek                  | 2 kwietnia 1962(dts)      | KWW Beaty Klimek Przyjazne Miasto i Powiat                                                | 2        | 65,15       | —            |
| 54.  | Oświęcim                | małopolskie         |           | Janusz Chwierut               | 21 sierpnia 1965(dts)     | KWW Janusza Chwieruta Koalicja Obywatelska (członek PO)                                   | 2        | 68,99       | —            |
| 55.  | Otwock                  | mazowieckie         |           | Jarosław Margielski           | 28 maja 1987(dts)         | Prawo i Sprawiedliwość                                                                    | 1        | 42,13       | 55,21        |
| 56.  | Pabianice               | łódzkie             |           | Grzegorz Mackiewicz           | 8 lutego 1975(dts)        | KWW Koalicja dla Pabianic Grzegorza Mackiewicza                                           | 2        | 71,83       | —            |
| 57.  | Piekary Śląskie         | śląskie             |           | Sława Umińska-Duraj           | 30 czerwca 1977(dts)      | KWW Sławy Umińskiej-Duraj                                                                 | 2        | 66,45       | —            |
| 58.  | Piła                    | wielkopolskie       |           | Piotr Głowski                 | 22 lipca 1967(dts)        | Platforma.Nowoczesna Koalicja Obywatelska (członek PO)                                    | 3        | 65,40       | —            |
| 59.  | Piotrków Trybunalski    | łódzkie             |           | Krzysztof Chojniak            | 10 listopada 1966(dts)    | KWW Krzysztofa Chojniaka Razem dla Piotrkowa                                              | 4        | 49,34       | 68,50        |
| 60.  | Płock                   | mazowieckie         |           | Andrzej Nowakowski            | 23 października 1971(dts) | Platforma.Nowoczesna Koalicja Obywatelska (członek PO)                                    | 3        | 60,65       | —            |
| 61.  | Poznań                  | wielkopolskie       |           | Jacek Jaśkowiak               | 10 marca 1964(dts)        | Platforma.Nowoczesna Koalicja Obywatelska (członek PO)                                    | 2        | 55,99       | —            |
| 62.  | Pruszków                | mazowieckie         |           | Paweł Makuch                  | 8 maja 1976(dts)          | Wspólnie Pruszków Rozwijamy                                                               | 1        | 26,06*      | 51,08        |
| 63.  | Przemyśl                | podkarpackie        |           | Wojciech Bakun                | 29 stycznia 1981(dts)     | KWW Kukiz’15                                                                              | 1        | 41,49       | 74,84        |
| 64.  | Puławy                  | lubelskie           |           | Paweł Maj                     | 6 sierpnia 1976(dts)      | KWW Niezależni Wyborcy Pawła Maja                                                         | 1        | 32,68*      | 55,96        |
| 65.  | Racibórz                | śląskie             |           | Dariusz Polowy                | 1 grudnia 1966(dts)       | KWW Dariusz Polowy – Racibórz Może Być Wielki (członek OdNowa Rzeczypospolitej Polskiej ) | 1        | 26,74       | 54,88        |
| 66.  | Radom                   | mazowieckie         |           | Radosław Witkowski            | 4 czerwca 1974(dts)       | KWW Radosława Witkowskiego Koalicja na rzecz Zmian (członek PO)                           | 2        | 45,47       | 53,83        |
| 67.  | Radomsko                | łódzkie             |           | Jarosław Ferenc               | 26 października 1968(dts) | Razem dla Radomska                                                                        | 2        | 36,88       | 65,60        |
| 68.  | Ruda Śląska             | śląskie             |           | Grażyna Dziedzic              | 28 czerwca 1954(dts)      | KWW Grażyny Dziedzic                                                                      | 3        | 40,98       | 61,77        |
| 68.  | Ruda Śląska             | śląskie             |           | Michał Pierończyk             | 10 grudnia 1977(dts)      | KWW Michała Pierończyka Współpraca i Rozwój                                               | 1        | 36,42       | 73,05        |
| 69.  | Rybnik                  | śląskie             |           | Piotr Kuczera                 | 4 kwietnia 1977(dts)      | Platforma.Nowoczesna Koalicja Obywatelska (członek PO)                                    | 2        | 61,14       | —            |
| 70.  | Rzeszów                 | podkarpackie        |           | Tadeusz Ferenc                | 10 lutego 1940(dts)       | Stowarzyszenie Rozwój Rzeszowa Tadeusza Ferenca                                           | 5        | 63,76       | —            |
| 70.  | Rzeszów                 | podkarpackie        |           | Konrad Fijołek                | 17 lipca 1976(dts)        | KWW Konrada Fijołka „Rozwój Rzeszowa 2.0”                                                 | 1        | 56,51       | —            |
| 71.  | Siedlce                 | mazowieckie         |           | Andrzej Sitnik                | 6 stycznia 1959(dts)      | Stowarzyszenie Mieszkańców Bezpartyjne Siedlce                                            | 1        | 32,91*      | 56,02        |
| 72.  | Siemianowice Śląskie    | śląskie             |           | Rafał Piech                   | 11 lipca 1980(dts)        | KWW Rafał Piech SMS                                                                       | 2        | 83,64       | —            |
| 73.  | Sieradz                 | łódzkie             |           | Paweł Osiewała                | 9 sierpnia 1966(dts)      | KWW Solidarne Miasto Sieradz                                                              | 2        | 73,05       | —            |
| 74.  | Skarżysko-Kamienna      | świętokrzyskie      |           | Konrad Krönig                 | 8 marca 1983(dts)         | KWW Przyszłość i Rozwój Skarżyska-Kamiennej                                               | 2        | 42,26       | 57,70        |
| 75.  | Skierniewice            | łódzkie             |           | Krzysztof Jażdżyk             | 25 lipca 1975(dts)        | Stowarzyszenie Razem dla Skierniewic                                                      | 2        | 81,01       | —            |
| 76.  | Słupsk                  | pomorskie           |           | Krystyna Danilecka-Wojewódzka | 1 października 1953(dts)  | KWW Krystyny Danileckiej-Wojewódzkiej i Roberta Biedronia                                 | 1        | 53,19       | —            |
| 77.  | Sopot                   | pomorskie           |           | Jacek Karnowski               | 16 sierpnia 1963(dts)     | KWW Platforma Sopocian Jacka Karnowskiego                                                 | 6        | 59,24       | —            |
| 78.  | Sosnowiec               | śląskie             |           | Arkadiusz Chęciński           | 5 czerwca 1971(dts)       | Platforma.Nowoczesna Koalicja Obywatelska (członek PO)                                    | 2        | 66,72       | —            |
| 79.  | Stalowa Wola            | podkarpackie        |           | Lucjusz Nadbereżny            | 21 maja 1985(dts)         | Prawo i Sprawiedliwość                                                                    | 2        | 72,93       | —            |
| 80.  | Starachowice            | świętokrzyskie      |           | Marek Materek                 | 30 lipca 1989(dts)        | KWW Marka Materka                                                                         | 2        | 84,42       | —            |
| 81.  | Stargard                | zachodniopomorskie  |           | Rafał Zając                   | 24 marca 1975(dts)        | KWW Rafała Zająca                                                                         | 2        | 82,38       | —            |
| 82.  | Starogard Gdański       | pomorskie           |           | Janusz Stankowiak             | 15 sierpnia 1965(dts)     | Stowarzyszenie „Nasz Starogard”                                                           | 2        | 72,02       | —            |
| 83.  | Suwałki                 | podlaskie           |           | Czesław Renkiewicz            | 25 maja 1960(dts)         | KWW Łączą Nas Suwałki – Czesław Renkiewicz                                                | 3        | 63,15       | —            |
| 84.  | Szczecin                | zachodniopomorskie  |           | Piotr Krzystek                | 5 lutego 1973(dts)        | KWW Piotra Krzystka Bezpartyjni                                                           | 4        | 47,25       | 78,22        |
| 85.  | Świdnica                | dolnośląskie        |           | Beata Moskal-Słaniewska       | 15 marca 1966(dts)        | KWW Beaty Moskal-Słaniewskiej (członek SLD)                                               | 2        | 69,86       | —            |
| 86.  | Świętochłowice          | śląskie             |           | Daniel Beger                  | 20 marca 1977(dts)        | Stowarzyszenie Przyjazne Świętochłowice                                                   | 1        | 31,20*      | 50,35        |
| 87.  | Świnoujście             | zachodniopomorskie  |           | Janusz Żmurkiewicz            | 25 lipca 1948(dts)        | KWW Janusza Żmurkiewicza                                                                  | 5        | 51,47       | —            |
| 88.  | Tarnobrzeg              | podkarpackie        |           | Dariusz Bożek                 | 14 października 1960(dts) | KWW Dariusza Bożka Razem dla Tarnobrzega                                                  | 1        | 51,65       | —            |
| 89.  | Tarnów                  | małopolskie         |           | Roman Ciepiela                | 17 listopada 1955(dts)    | Platforma.Nowoczesna Koalicja Obywatelska (członek PO)                                    | 3        | 42,68       | 58,11        |
| 90.  | Tczew                   | pomorskie           |           | Mirosław Pobłocki             | 8 marca 1962(dts)         | Porozumienie na Plus                                                                      | 3        | 42,07       | 66,84        |
| 91.  | Tomaszów Mazowiecki     | łódzkie             |           | Marcin Witko                  | 23 lipca 1971(dts)        | KWW Marcina Witko (członek PiS)                                                           | 2        | 65,51       | —            |
| 92.  | Toruń                   | kujawsko-pomorskie  |           | Michał Zaleski                | 14 lipca 1952(dts)        | KWW Michała Zaleskiego                                                                    | 5        | 55,42       | —            |
| 93.  | Tychy                   | śląskie             |           | Andrzej Dziuba                | 1 grudnia 1956(dts)       | KWW Prezydenta Andrzeja Dziuby                                                            | 6        | 75,72       | —            |
| 94.  | Wałbrzych               | dolnośląskie        |           | Roman Szełemej                | 27 lutego 1960(dts)       | KWW Romana Szełemeja (członek PO)                                                         | 3        | 84,49       | —            |
| 95.  | Warszawa                | mazowieckie         |           | Rafał Trzaskowski             | 17 stycznia 1972(dts)     | Platforma.Nowoczesna Koalicja Obywatelska (członek PO)                                    | 1        | 56,67       | —            |
| 96.  | Wejherowo               | pomorskie           |           | Krzysztof Hildebrandt         | 6 grudnia 1953(dts)       | KWW „Wolę Wejherowo Krzysztofa Hildebrandta”                                              | 6        | 55,70       | —            |
| 97.  | Włocławek               | kujawsko-pomorskie  |           | Marek Wojtkowski              | 26 lutego 1968(dts)       | Platforma.Nowoczesna Koalicja Obywatelska (członek PO)                                    | 2        | 26,25       | 63,00        |
| 98.  | Wodzisław Śląski        | śląskie             |           | Mieczysław Kieca              | 31 lipca 1979(dts)        | KWW Nasz Wodzisław (członek PO)                                                           | 4        | 54,85       | —            |
| 99.  | Wrocław                 | dolnośląskie        |           | Jacek Sutryk                  | 17 września 1978(dts)     | Platforma.Nowoczesna Koalicja Obywatelska                                                 | 1        | 50,20       | —            |
| 100. | Zabrze                  | śląskie             |           | Małgorzata Mańka-Szulik       | 11 sierpnia 1955(dts)     | KWW Małgorzaty Mańki-Szulik                                                               | 4        | 31,51       | 51,59        |
| 101. | Zamość                  | lubelskie           |           | Andrzej Wnuk                  | 11 listopada 1975(dts)    | Prawo i Sprawiedliwość                                                                    | 2        | 51,52       | —            |
| 102. | Zawiercie               | śląskie             |           | Łukasz Konarski               | 10 grudnia 1978(dts)      | KWW Konarski – Zawierciańska Odnowa                                                       | 1        | 28,01*      | 53,70        |
| 103. | Zduńska Wola            | łódzkie             |           | Konrad Pokora                 | 12 kwietnia 1966(dts)     | Platforma.Nowoczesna Koalicja Obywatelska (członek PO)                                    | 1        | 37,84       | 64,05        |
| 104. | Zgierz                  | łódzkie             |           | Przemysław Staniszewski       | 4 grudnia 1981(dts)       | Stowarzyszenie Przemysława Staniszewskiego                                                | 2        | 47,64       | 69,75        |
| 105. | Zielona Góra            | lubuskie            |           | Janusz Kubicki                | 31 grudnia 1969(dts)      | KWW Janusz Kubicki – Bezpartyjni                                                          | 4        | 58,20       | —            |
| 106. | Żory                    | śląskie             |           | Waldemar Socha                | 21 listopada 1962(dts)    | KWW Żorskie Porozumienie i Waldemar Socha                                                 | 6        | 47,25       | 54,98        |
| 107. | Żyrardów                | mazowieckie         |           | Lucjan Chrzanowski            | 1 stycznia 1965(dts)      | KWW Lucjana Krzysztofa Chrzanowskiego                                                     | 1        | 33,72       | 60,89        |

## Zmiany na stanowiskach w trakcie kadencji
Gdańsk
Paweł Adamowicz zmarł 14 stycznia 2019 w wyniku zamachu. Pełniącym funkcję prezydenta z nominacji premiera Mateusza Morawieckiego została jego pierwsza zastępczyni Aleksandra Dulkiewicz, która w marcowych wyborach zwyciężyła, kandydując ze swojego komitetu i zdobywając 82,22% głosów.
Gliwice
Zygmunt Frankiewicz utracił stanowisko prezydenta Gliwic w związku z wyborem na senatora w wyborach w 2019. Janusz Moszyński został pełniącym funkcję prezydenta miasta. Pierwsza tura wyborów przedterminowych została wyznaczona na 5 stycznia 2020. W wyniku przedterminowych wyborów nowym prezydentem Gliwic został Adam Neumann.
Nowa Sól
Wadim Tyszkiewicz utracił stanowisko prezydenta Nowej Soli w związku z wyborem na senatora w wyborach w 2019. Prezes Rady Ministrów na pełniącego funkcję prezydenta miasta wyznaczył Macieja Jankowskiego. Pierwsza tura wyborów przedterminowych została wyznaczona na 5 stycznia 2020. W wyborach zwyciężył Jacek Milewski, który został nowym prezydentem miasta.
Rzeszów
Tadeusz Ferenc zrezygnował 10 lutego 2021 ze stanowiska prezydenta Rzeszowa. Pełniącym funkcję prezydenta miasta został Marek Bajdak. Pierwsza tura wyborów przedterminowych została wyznaczona początkowo na 9 maja 2021, jednak ostatecznie wybory zostały przesunięte na 13 czerwca 2021. Na stanowisko prezydenta miasta wybrany został Konrad Fijołek.
Ruda Śląska
Grażyna Dziedzic zmarła 16 czerwca 2022. Na pełniącego funkcję prezydenta miasta premier mianował Jacka Morka. W wyniku przedterminowych wyborów przeprowadzonych w dniach 11 i 25 września 2022 roku na nowego prezydenta miasta wybrano Michała Pierończyka.
Inowrocław
Ryszard Brejza 15 października 2023 został wybrany senatorem. Premier Mateusz Morawiecki powołał na pełniącego obowiązki prezydenta miasta Marka Słabińskiego, który został odwołany przez premiera Donalda Tuska i zastąpiony 22 grudnia 2023 r. przez Wojciecha Piniewskiego
Piła
Piotr Głowski 15 października 2023 został wybrany posłem na Sejm RP. Premier Mateusz Morawiecki powołał na pełniącego obowiązki prezydenta miasta Mateusza Daszkiewicza, który został odwołany przez premiera Donalda Tuska i zastąpiony 11 stycznia 2024 r. przez Beatę Dudzińską.
Sopot
Jacek Karnowski 15 października 2023 został wybrany posłem na Sejm RP. Premier Mateusz Morawiecki na pełniącego obowiązki prezydenta miasta powołał Lucjana Brudzyńskiego, który został odwołany przez premiera Donalda Tuska i zastąpiony przez Magdalenę Czarzyńską-Jachim.
Tychy
Andrzej Dziuba 15 października 2023 został wybrany senatorem. Na pełniącego obowiązki prezydenta miasta premier Mateusz Morawiecki powołał Bogdana Białowąsa, który został odwołany przez premiera Donalda Tuska i zastąpiony 5 stycznia 2024 r. przez Macieja Gramatykę